# 캘러머주 윙스
| 캘러머주 윙스 |                                                             |
| 콘퍼런스      | 서부 콘퍼런스                                               |
| 디비전        | 센트럴 디비전                                               |
| 설립연도      | 1999년 2009년(ECHL 가입)                                    |
| 해체연도      |                                                             |
| 역사          | 매디슨 코디액스 (1999년~2000년) 캘러머주 윙스 (2000년~현재) |
| 경기장        | 윙스 이벤트 센터                                            |
| 연고지        | 미시간주 캘러머주                                           |
| 상징색        | 빨강, 하양, 파랑                                            |
| 구단주        | 월리엄 D. 존스턴                                            |
| 단장          | -                                                           |
| 감독          | 닉 부트랜드                                                 |
| NHL 제휴      | 밴쿠버 캐넉스                                               |
| AHL 제휴      | 유티카 코메츠                                               |
| 정규시즌 우승 | UHL : 1 (2006)                                              |
| 콘퍼런스 우승 | UHL : 2 (2006, 2007) ECHL : 1 (2011)                        |
| 디비전 우승   | UHL : 1 (2006) ECHL : 4 (2010, 2011, 2012, 2014)            |
| 켈리 컵       | -                                                           |
| 영구 결번     | 22                                                          |

캘러머주 윙스(Kalamazoo Wings)는 미국 미시간주 캘러머주를 연고지로 하는 ECHL의 서부 콘퍼런스 센트럴 디비전 소속 아이스 하키팀이다.

## 역대 홈경기장
| 경기장                        | 사용기간      | 수용인원 | 장소              | 비고                          |
| ----------------------------- | ------------- | -------- | ----------------- | ----------------------------- |
| 매디슨 코디액스/캘러머주 윙스 |               |          |                   |                               |
| 데인 카운티 콜리시엄          | 1999년~2000년 | 10,231명 | 위스콘신주 매디슨 | 빈칸                          |
| 윙스 이벤트 센터              | 2000년~현재   | 5,113명  | 미시간주 캘러머주 | 윙스 스다티움 (2000년~2015년) |